# Mars 2010
| Mars 2010 |
| Månader under 2010: Januari · Februari · Mars · April · Maj · Juni · Juli · Augusti · September · Oktober · November · December ← December 2009 · Januari 2011 → |

## Händelser
- 4 mars – Östersjöisen orsakar problem för färjetrafiken. Flera Östersjöfärjor kör fast i isen utanför Kapellskär och måste brytas loss med isbrytare.
- 6 mars
  - Ett våldsamt rån genomförs mitt under pågående TV-sänd pokertunering i Berlin.
  - Island håller en folkomröstning angående godkännandet av den omtalade Icesave-lagen, vilket innebar att islänningarna skulle tvingas ersätta de nästan 5 miljarder dollar som nederländska och brittiska sparare förlorade när landets banker kraschade under finanskrisen 2008. Resultatet blir att 98,5 procent röstar nej och resterande 1,5 procent röstar ja.
- 7 mars – Ett väpnat rån genomförs mot en värdetransport vid Casino Cosmopol i Stockholm.
- 8 mars – 51 människor omkommer och över 100 skadas när ett kraftigt jordskalv drabbar de nordöstra delarna av Turkiet.
- 11 mars – Sveriges riksdag beslutar att erkänna Osmanska rikets förföljelser av armenier från 1915 till 1923 som folkmord.
- 12–21 mars – Årets paralympiska vinterspel avgörs i Whistler i Kanada.
- 13 mars – Anna Bergendahls låt This Is My Life vinner den svenska Melodifestivalen.[1]
- 14–21 mars – Regionval hålls i Frankrike.
- 15 mars – En man grips misstänkt för att ha hotat att genomföra en skolmassaker på Kungliga tekniska högskolan i Stockholm.
- 19 mars – 200 människor omkommer i ett gigantiskt jordskred i en guldgruva strax utanför Freetown i Sierra Leone.
- 21 mars
  - Med siffrorna 219 mot 212 röstar det amerikanska representanthuset igenom president Barack Obamas sjukvårdsreform.
  - Vulkanen vid Eyjafjallajökull på södra Island får ett utbrott och minst 500 människor tvingas evakueras från sina hem.
- 22 mars – Bilproduktionen på Saab Automobile återupptas vid Stallbackaverken efter mer än två månaders uppehåll.
- 24 mars
  - Våldtäkterna i Bjästa uppmärksammas genom reportage i SVT:s Uppdrag granskning.
  - Tre människor omkommer och flera skadas i en svår tågolycka i ett industriområde i de centrala delarna av den norska huvudstaden Oslo.
- 26 mars – Meteoroiden 2004 FU162 passerar förbi Jorden.
- 28 mars – Den svenska biltillverkaren Volvo Personvagnar säljs till kinesiska Geely Automobile.
- 29 mars – 38 människor omkommer och över 70 skadas när två självmordsbombare utlöser varsin sprängladdning i Moskvas tunnelbana mitt under morgonrusningen.
- 31 mars - Västeuropeiska unionen ersätts helt av Europeiska unionen.

### Fotnoter
1. ↑  Kalle Holmberg (14 mars 2010). ”Anna Bergendahl vann med "This is my life"”. Dagens nyheter. http://www.dn.se/kultur-noje/musik/anna-bergendahl-vann-med-this-is-my-life/. Läst 11 september 2016.